# 東脳
『東脳』（トンノウ）は、1994年に発売された佐藤理によるMacintosh用ゲームソフト。

## 概要
プレイヤーは主人公「リン」となり、奪われた魂を取り戻すため、「東脳」という名の緑色で人の頭部の形状をした島へ冒険に出る。
ワールドマップである「東脳」上では特定の場所をクリックすることにより仕掛けが発動したり、その先にルートがある場合はそこへ進むことができる。基本的に外敵は存在しないため、攻撃をするコマンドも無く、体力（ライフポイント）の概念も無いが、クリックした場所によってはトラップが発動し、回避する手立てが無い場合はそのまま死んでしまうことになる。
しかしこのゲームのテーマは「輪廻転生」であるため、このゲームにおいてプレイヤーの死＝ゲームオーバーということにはならない。一旦リンの状態で死亡した場合、新たに自分の体となる鼻や目、口などの形状を選ぶことによって新しい生物として生まれ変わり、「東脳」上でその姿に与えられた役割を果たすことを目的として再スタートできる。選んだ顔のパーツの形状の組み合わせによって転生できる生物が異なり、それぞれに与えられた役割も異なる。
各自の転生した際の姿に与えられた役割を無事に果たすことが出来ればその瞬間にまた死亡し、その時の姿の名前に肖った九字を一つ入手することが出来る。この九字を全て集めることにより、リンの魂を取り戻すためのルートへ繋がるため序盤はこの九字集めが目的となる。そうして一旦九字を得た後は再び顔のパーツを選ぶ場面になり、また新たな組み合わせによる転生を行うことになる。役割を果たせずに何らかの事情で死亡してしまった場合は九字を得ることが出来ない。基本的に死亡によるゲームオーバーの概念は無いため、各姿に与えられた役割を果たして（九字を得て）死ぬまでは何度でもその姿で再挑戦することができる。
ただし、唯一ゲームオーバーと呼べるものは存在する。生と死を繰り返すことが目的であるため、不死の力を得るなどして死とは無縁の存在になってしまうとそこからは操作が出来なくなり、リセットして最後のセーブ時点からやり直すこと以外できなくなってしまう。